# 太郎兵衛平

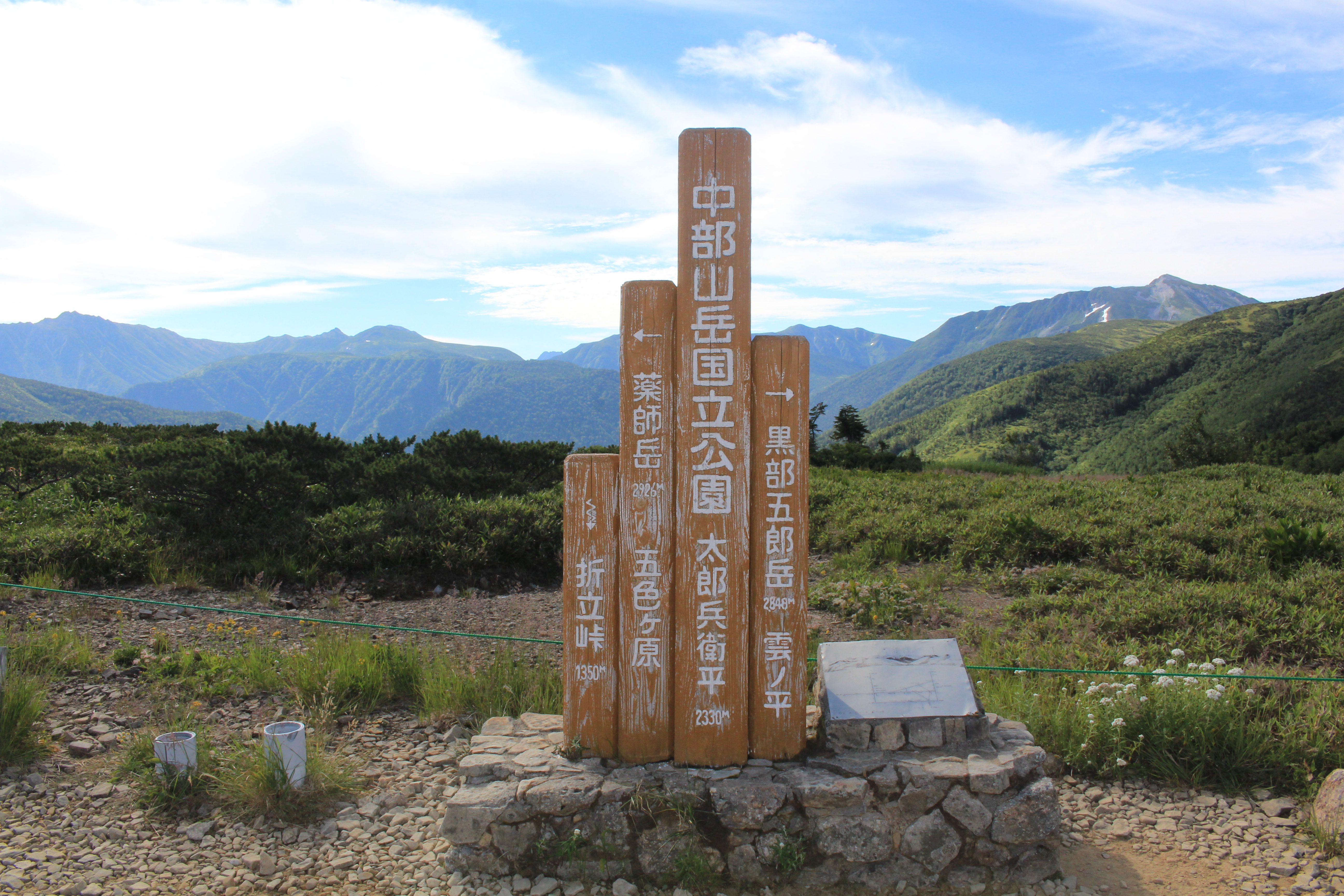
太郎兵衛平、中部山岳国立公園の特別保護地区、富山県富山市にて

太郎兵衛平（たろうべえだいら）とは、富山県富山市の立山連峰中の太郎山の周囲にある、標高2,300mあたりに位置する高原である。ミズバショウ群生地として新・花の百名山に選ばれている。

## 特徴
東に薬師沢経由で雲ノ平、西に太郎坂を通って折立登山口、南に黒部五郎岳方面、北に薬師岳方面へと続くそれぞれの登山道がある十字路となっており、山小屋の太郎平小屋があり、登山シーズンには多くの人で賑わう。
太郎兵衛平という地名の由来は、江戸時代に有峰の鉱山が栄えた頃、太郎兵衛という者がここで高山植物の化身の美女にたぶらかされたという伝承に由来している。

## 地形
太郎兵衛平から北ノ俣岳までは北アルプスの山稜では珍しく平坦な山頂草原が広がっているが、これは一帯の山が手取累層という侵食されやすい地層であったからとされる。また、隆起準平原であるという説もある。周辺には池塘が点在する。

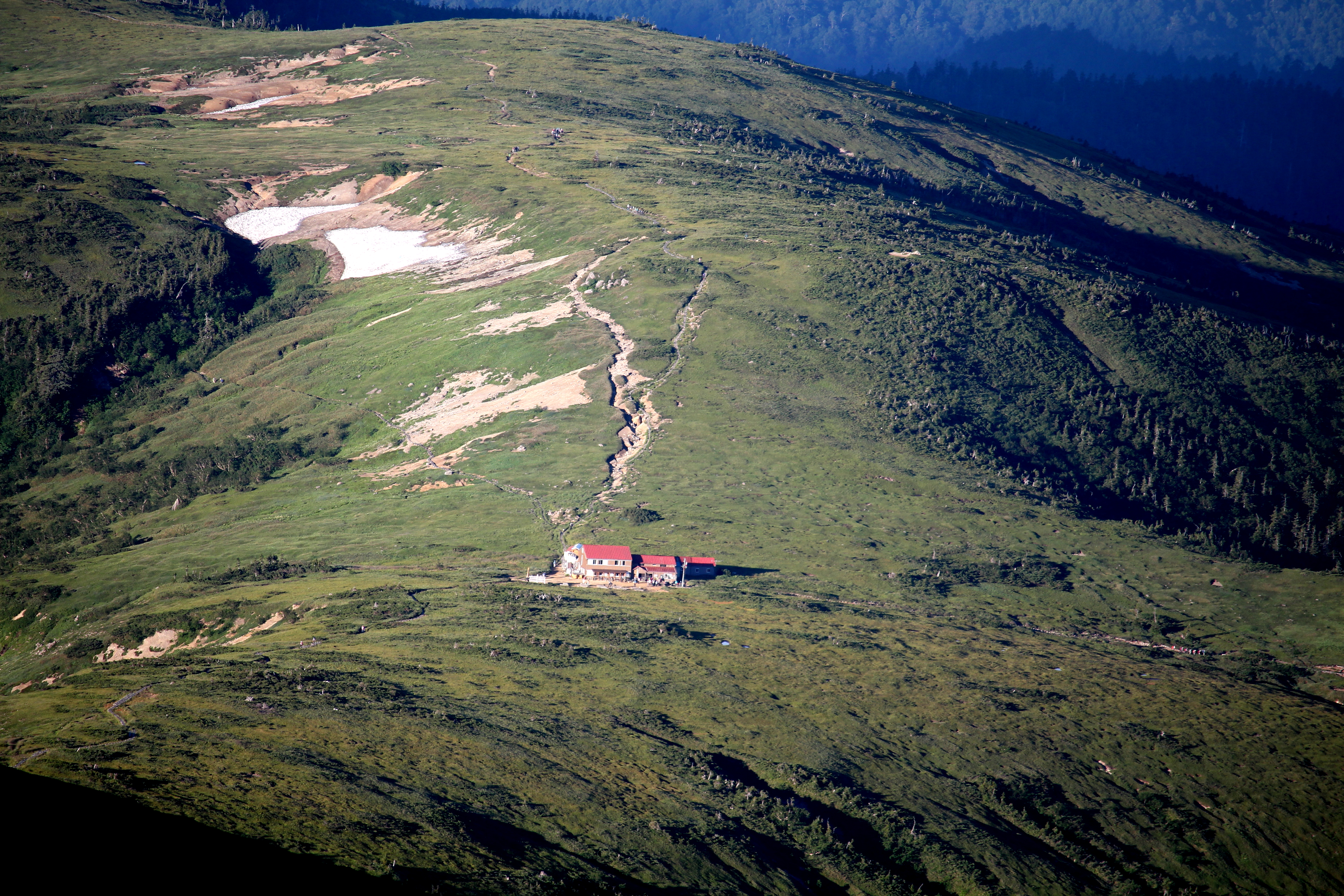
北側の薬師岳方面から望む太郎兵衛平周辺の草原、中央付近に太郎平小屋（2015年8月）

## 生態
コバイケイソウ、チングルマ、ハクサンフウロ、ミズバショウ、ミヤマキンポウゲ、ヨツバシオガマ、ワタスゲなどが自生する。